# Maïa Boulgakova
Pour les articles homonymes, voir Boulgakova.
Maïa Grigorievna Boulgakova (en russe : Ма́йя Григо́рьевна Булга́кова), née le 19 mai 1932 dans l'oblast de Kiev et morte le 7 octobre 1994 à Moscou, est une actrice soviétique.

## Biographie
En 1955, Maïa Boulgakova sort diplômée de l'Institut national de la cinématographie (classe de Boris Bibikov et Olga Pyjova) et devient actrice du théâtre national d'acteur de cinéma. Elle apparait pour la première fois à l'écran dans le film Volnitsa sous la direction de Grigori Rochal en 1956. Sa carrière compte près de cent-cinquante rôles. En 1969, on lui confère le titre honorifique d'artiste émérite de la RSFSR et en 1977, le titre d'artiste du peuple de la RSFSR.
Le 1er octobre 1994, en se rendant à un concert, Maïa Boulgakova est victime d'un accident de la route. La voiture dans laquelle l'actrice se trouve, avec sa collègue Liubov Sokolova, percute un poteau électrique. Le chauffeur meurt sur le coup. Maïa Boulgakova, sans reprendre connaissance, reste à l'hôpital et meurt le 7 octobre 1994. Elle est enterrée au cimetière Rakitki de Moscou.

## Filmographie partielle
- 1957 : Quand passent les cigognes (Летят журавли) de Mikhaïl Kalatozov :
- 1960 : Résurrection (Воскресение, Voskresenie) de Mikhail Schweitzer :
- 1961 : Récit des années de feu (Повесть пламенных лет, Povest plamennykh let) de Yuliya Solntseva : Olena Stoupakova
- 1966 : Les Ailes (Крылья, Krylia) de Larissa Chepitko[1] : Nadezhda Petroukhina
- 1967 : Pas de gué dans le feu (В огне брода нет, V ogne broda net) de Gleb Panfilov[1] : Maria, l'infirmière
- 1971 : La Vérification (Проверка на дорогах, Proverka na dorogakh) de Alekseï Guerman : une villageoise
- 1979 : Tzigane (Цыган) d'Aleksandr Blank : Louchilikha (TV)
- 1980 : La Jeunesse de Pierre Le Grand (Юность Петра, Younost Petra) de Sergueï Guerassimov : mère de Brovkine
- 1981 : Les Adieux à Matiora (Прощание, Prochanie) d'Elem Klimov : Nastassia
- 1982 : La Ballade du vaillant chevalier Ivanhoé (Ballada o doblestnom rytsare Ayvengo) de Sergueï Tarassov : Ulrika[2]
- 1990 : Funérailles de Staline (Похороны Сталина) d'Evgueni Evtouchenko : femme de Staline
- 1994 : Terminal Velocity de Deran Sarafian : mère de Chris (non crédité)